# Traveling the World
Traveling the World (музичний гурт) (Подорожуючи світом, TW) — український етно-гурт з Рівного, створений у 2015 році Володимиром Піддубником. Гурт виконує етнічну музику народів світу в сучасному аранжуванні використовуючи елементи таких музичних течій та стилів як Jazz, Hip-Hop, Fusion, Funk, Pop та ін.
Основою філософії гурту є пропаганда етнічної музики різноманітних світових культур сучасному слухачу шляхом поєднання її з прогресивними елементами передових музичних течій. На даний момент в творчості колективу широко висвітлені музичні традиції України та стародавніх Слов'ян, представлені музичні культури таких світових регіонів як Балкани та Близький Схід, відтворені основні ідеї кельтської музики. В найновіших роботах колективу зустрічається вплив латиноамериканської музики та джазу

## Історія гурту
Робота над проектом Traveling the World була розпочата в 2014 році. Перший виступ відбувся 8 березня 2015 р. у м. Рівне, ця дата вважається офіційним початком творчого шляху колективу. 7 січня 2016 року Traveling the World випустив свій дебютний альбом «Ancient. Vol. 1». В період існування гурту його учасниками також були: Солістка львівского поп-гурту Navsi100 Уляна Фарина, Олександр Островський (скрипка) та Ігор Астахов (ударні). 5 грудня 2016 року TW випустив відео на пісню «Carol of the Bells» яка є англійською версією українського «Щедрика» — найвідомішої в світі різдвяної мелодії. В 2015 та 2016 роках TW був учасником міжнародного джазвого фестивалю «Art Jazz Cooperation [Архівовано 18 грудня 2016 у Wayback Machine.]» (Рівне), також брав участь у проекті «Арт-Пікнік Слави Фролової» в містах Рівне та Київ (2015).

## Склад
На сьогоднішній день до складу Traveling the World входять 6 музикантів
- Володимир Піддубник — кларнет, EWI[en], аранжування
- Микола Піддубник — фортепіано, вокал
- Жанна Бичковська — вокал, перкусія, електроніка
- Сергій Мостовий — цимбали, акордеон
- Тимофій Мулярчук — електро бас, вокал, ефекти
- Max Drum — ударні, перкусія

## Дискографія

### Альбоми
- Ancient. Vol.1 (2016)

### Сингли
- Carol of the Bells [Архівовано 21 грудня 2016 у Wayback Machine.] (2016)

### Відео
- Carol of the Bells [Архівовано 30 березня 2022 у Wayback Machine.] (2016

## Згадки в пресі
- «Як звучить Україна: Ще 7 гуртів та музикантів, про яких варто знати» [Архівовано 2 грудня 2016 у Wayback Machine.]
- РІВНЕНСЬКИЙ ГУРТ ВИПУСТИВ ВЛАСНЕ ВІДЕО НА ПІСНЮ CAROL OF THE BELLS [Архівовано 9 грудня 2016 у Wayback Machine.]